# Rafah Nached
Rafah Nached (* 1944 in Aleppo, Syrien) ist eine syrische Psychoanalytikerin. Sie war die erste Psychoanalytikerin in Syrien.

## Leben und Werk
Nached studierte in Beirut Philosophie an der Sankt-Joseph-Universität und Klinische Psychologie und Psychoanalyse an der Universität Paris VII. Sie ging nach Abschluss in klinischer Psychologie und einer Lehranalyse in Paris  mit ihrem Ehemann Fayssal Abdellah, Professor für Geschichte, zurück nach Syrien. Dort begann sie 1985 in einem psychiatrischen Hospital in Aleppo mit ihrer psychoanalytischen Arbeit.
Mitte der 1990er-Jahre arbeitete sie als Psychoanalytikerin in Damaskus und etablierte dort im jesuitischen Zentrum eine Vorlesungsreihe über Psychoanalyse. Mit Unterstützung französischer Kollegen errichtete sie in Damaskus eine Schule für Psychoanalyse und gründete die Zeitschrift Kalimat.
Zehn Jahre lang lud sie französische, nordafrikanische und libanesische Psychoanalytiker ein, mit ihren syrischen Kollegen an den Seminaren und Treffen der Schule teilzunehmen. Um die neuesten Fortschritte in der Psychiatrie zu verfolgen, reiste sie regelmäßig nach Paris.
2010 veranstaltete sie in Damaskus gemeinsam mit Pierre Bruno das internationale Symposium Le féminin dans l’expérience mystique et la psychanalyse. Im Frühjahr 2011 organisierte sie nach Beginn des Volksaufstandes zusammen mit dem Jesuitenpater und Psychoanalytiker Rami Elias einen Workshop. In dieser wöchentlich stattfindenden Veranstaltung konnten Menschen aller politischen Richtungen und Konfessionen über ihre Angst angesichts der täglichen Gewalt sprechen.
Nached setzt sich besonders mit der Adaptation der Psychoanalyse an die arabische Kultur und Sprache auseinander und vertritt den Ansatz Jacques Lacans. So machte sie beispielsweise auf die Beziehung der sufistischen Mystik zum Lacanschen Begriff der jouissance aufmerksam, was ein Verständnis der Ideen Lacans in der arabischen Welt erleichtern könnte.

## Inhaftierung und Freilassung aufgrund internationaler Mobilisierung
Am 10. September 2011 wurde Nached am Flughafen von Damaskus festgenommen, als sie in das Flugzeug nach Paris einsteigen wollte, um dort ihre Tochter zu besuchen. Sie wurde von der politischen Polizei, der Mukhabarrat, in ein Verhörzentrum gebracht und dann in ein Frauengefängnis gesperrt. Am 14. September wurde sie wegen Verschwörung und „Destabilisierung des syrischen Staates“ angeklagt. Nacheds Verhaftung löste in Syrien und Paris eine Welle der Empörung aus. Trotz ihres schwachen Gesundheitszustands weigerte sich der Richter, sie gegen Kaution freizulassen.
Von da an vervielfachten sich die Rufe nach sofortiger Freilassung in ganz Europa. Viele Psychoanalytiker, französische Psychologen und Lehrer, auch Carla Bruni-Sarkozy, wurden insbesondere durch das Starten einer Petition im Internet mobilisiert. In Paris veranstalteten 2000 Psychoanalytiker im Oktober 2011 einen Flashmob, um die Freilassung von Nached zu fordern. Sie wurde zwei Monate später nach internationalen Protesten wieder freigelassen.
Nached lebt heute bei ihrer Tochter in Paris.

## Veröffentlichungen (Auswahl)
- Psychanalyse en Syrie: Textes et témoignages. Erès, 2012, ISBN 978-2-7492-3190-7.
- Histoire de la psychanalyse en Syrie. Topique Nr. 110, 2010, S. 17–127.
- Dire l’indicible. Psychanalyse Nr. 21, 2011/2012, S. 33–36.
- Tâsîn de la préexistence et de l’ambiguïté. "Moi et toi, trahison ou amour?" Psychanalyse Nr. 21, 2011/2, S. 53–59.